# Département de l'Isthme (Grande Colombie)
1824–1830
Entités précédentes :
- Province de Panama
- Province de Veragua

Entités suivantes :
- Province de Panama
- Province de Veragua

Le département de l'Isthme (departamento del Istmo, en espagnol) est une subdivision administrative de la Grande Colombie créée en 1824. Il est situé sur le territoire de l'actuel Panama et comprend également la côte des Mosquitos, dans l'actuel Nicaragua, et l'archipel de San Andrés y Providencia.

## Histoire
Le département de l'Isthme est créé en 1824 par la Ley de División Territorial de la República de Colombia, qui réorganise le découpage politico-administratif du territoire de Grande Colombie.

## Géographie

### Divisions administratives
Selon la Ley de División Territorial de la República de Colombia du 25 juin 1824, le département de l'Isthme est subdivisé en 2 provinces :
- Province de Panama
- Province de Veragua